# Evolution 2
Evolution 2 est une entreprise privée française fondée en 1987 proposant des services d'apprentissage du ski et de sports d'aventure au sein d'un réseau Evolution 2 d'entreprises locales implantées sur les lieux de pratique (stations de ski…).

## Historique
En 1987, deux écoles de ski existent en France : l'École du ski français créée en 1945 et l'Ecole de ski internationale fondée en 1977.
Hervé Favre, moniteur de ski originaire de Tignes, créée cette année-là Evolution 2, qui gère un réseau d'école de skis locales. Les activités de l'entreprise sont par la suite étendues à l'enseignement de sports d'aventure en montagne mais aussi dans d'autres lieux (bord de mer…). L'entreprise devient aussi organisateur d'évènements (Freeride French days…). De plus, elle propose des formations pour devenir moniteur de ski, de VTT…
En 2021, la Compagnie des Alpes prend le contrôle d'Evolution 2,.

## Enseignement

### Activités
Les sports d'hiver enseignés sont les suivants : 
- ski alpin
- snowboard
- ski freestyle
- ski freeride
- snowboard freestyle
- snowboard freeride
- ski de randonnée
- ski de fond
- handiski
- raquettes à neige
- chiens de traîneaux
- motoneige
- plongée sous glace
- alpinisme

Les sports d'été enseignés sont les suivants : 
- rafting
- canyoning
- randonnée
- escalade
- kayak
- canoë
- wakeboard
- kitesurf
- parapente
- plongée sous-marine
- équitation

650 moniteurs diplômés d'état enseignent ces pratiques. Ainsi, les moniteurs de ski possèdent le diplôme d'État commun à tous les moniteurs de ski en France, quelle que soit l'école où ils enseignent.

### Implantations
Evolution 2 est implantée dans les stations de sports d'hiver suivantes : 
Alpes : 
- Avoriaz
- Chamonix
- Chamrousse
- La Clusaz
- La Plagne
- La Rosière
- Les Arcs 1800
- Les Arcs 1950/2000
- Megève
- Montchavin-Les Coches
- Morzine
- Peisey-Vallandry
- Saint-Gervais-les-Bains
- Sainte-Foy-Tarentaise
- Tignes
- Val-Cenis
- Val d'Isère
- Val Thorens

Pyrénées : Saint-Lary-Soulan
Massif central : Super-Besse
ainsi qu'à :
- Annecy
- Anglet
- Lacanau
- Marcillat
- Millau
- Thonon-Lac Léman

et à Marrakech et au Portugal

## Organisation d'évènements
Evolution 2 organise régulièrement des compétitions tels le Raid enduro tarentaise, les Grands Prix Rafting Evolution 2, des courses de VTT, les courses de pirogues et de stand up des fêtes de Bayonne.
Son implication est très forte dans l'organisation des compétitions de ski et snowboard freeride en France. Evolution 2 organise les French Freeride Series qui regroupent l'ensemble des compétitions françaises du Free World Tour Qualifier Europe , le circuit de qualification européen pour le Freeride World Tour qui regroupe les tout meilleurs mondiaux de chaque spécialité. En 2014, Evolution 2 a par ailleurs créé les championnats de France de ski et de snowboard freeride qu'elle organise chaque année.